# Anomala obbiana
Anomala obbiana är en skalbaggsart som beskrevs av Ohaus 1939. Anomala obbiana ingår i släktet Anomala och familjen Rutelidae. Inga underarter finns listade i Catalogue of Life.